# Jon Gorenc Stanković
Jon Gorenc Stanković (Ljubljana, 14 januari 1996) is een Sloveens voetballer die bij voorkeur als centrale verdediger speelt. Hij tekende in 2020 bij Sturm Graz.

## Clubcarrière
Stanković werd geboren in de Sloveense hoofdstad Ljubljana. Op 8 mei 2013 debuteerde hij voor NK Domžale in de competitiewedstrijd tegen NK Koper. In 2014 tekende de Sloveen een driejarig contract bij het Duitse Borussia Dortmund. Op 26 juli 2014 debuteerde hij in het tweede elftal van Borussia Dortmund in de 3. Liga tegen Rot-Weiß Erfurt.

## Interlandcarrière
Stanković kwam reeds uit voor diverse Sloveense nationale jeugdelftallen. In 2013 debuteerde hij in het elftal onder 21. Hij werd op 7 juni 2024 door bondscoach Matjaž Kek opgenomen in de Sloveense selectie voor het EK 2024 in Duitsland. Slovenië speelde in de groepsfase gelijk tegen Denemarken, Servië en Engeland, waarna het in de achtste finales na strafschoppen werd uitgeschakeld door Portugal. Stanković kwam in iedere wedstrijd in actie als invaller.